# Ghiacciaio Fricker
Il ghiacciaio Fricker (in inglese Fricker Glacier) è un ghiacciaio lungo circa 17 km situato sulla costa di Foyn, nella parte orientale della Terra di Graham, in Antartide. Il ghiacciaio, il cui punto più alto si trova 524 m s.l.m., è ubicato in particolare a nord di punta Monnier e da qui fluisce verso nord-est fino ad entrare nella parte sud-occidentale dell'insenatura di Mill, andando così ad alimentare quello che rimane della piattaforma di ghiaccio Larsen C.

## Storia
Il ghiacciaio Fricker fu fotografato per la prima volta nel 1947 durante una ricognizione aerea effettuata nel corso della Spedizione antartica di ricerca Ronne, 1947—48, e lo stesso anno una spedizione del British Antarctic Survey, che all'epoca si chiamava ancora Falkland Islands and Dependencies Survey (FIDS), lo esplorò via terra e lo mappò. Proprio il FIDS lo battezzò così in onore di Karl Fricker, uno storico dell'Antartide tedesco.